# Qualea grandiflora
Qualea grandiflora är en tvåhjärtbladig växtart som beskrevs av Carl Friedrich Philipp von Martius. Qualea grandiflora ingår i släktet Qualea och familjen Vochysiaceae. Inga underarter finns listade i Catalogue of Life.

## Bildgalleri

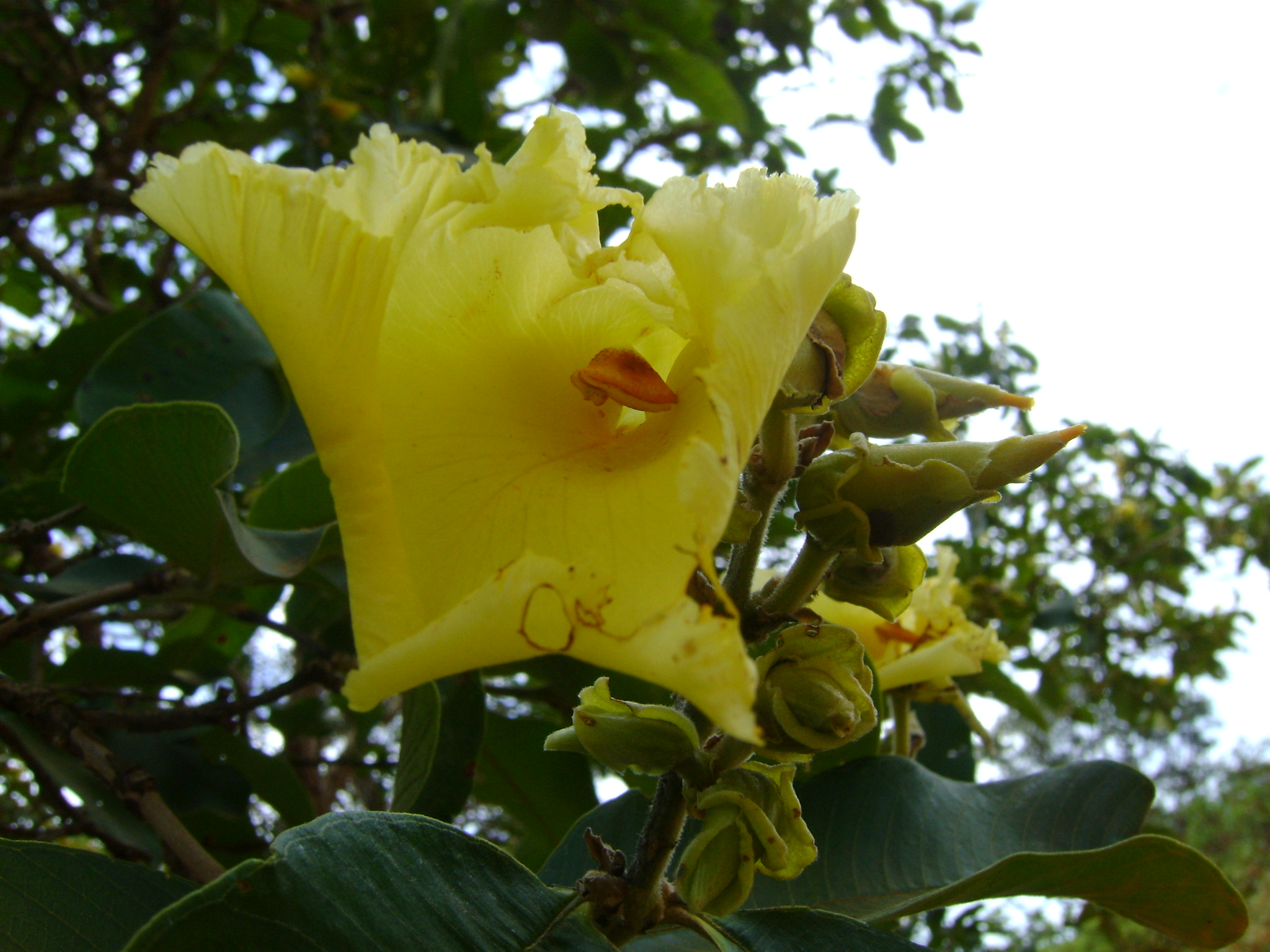
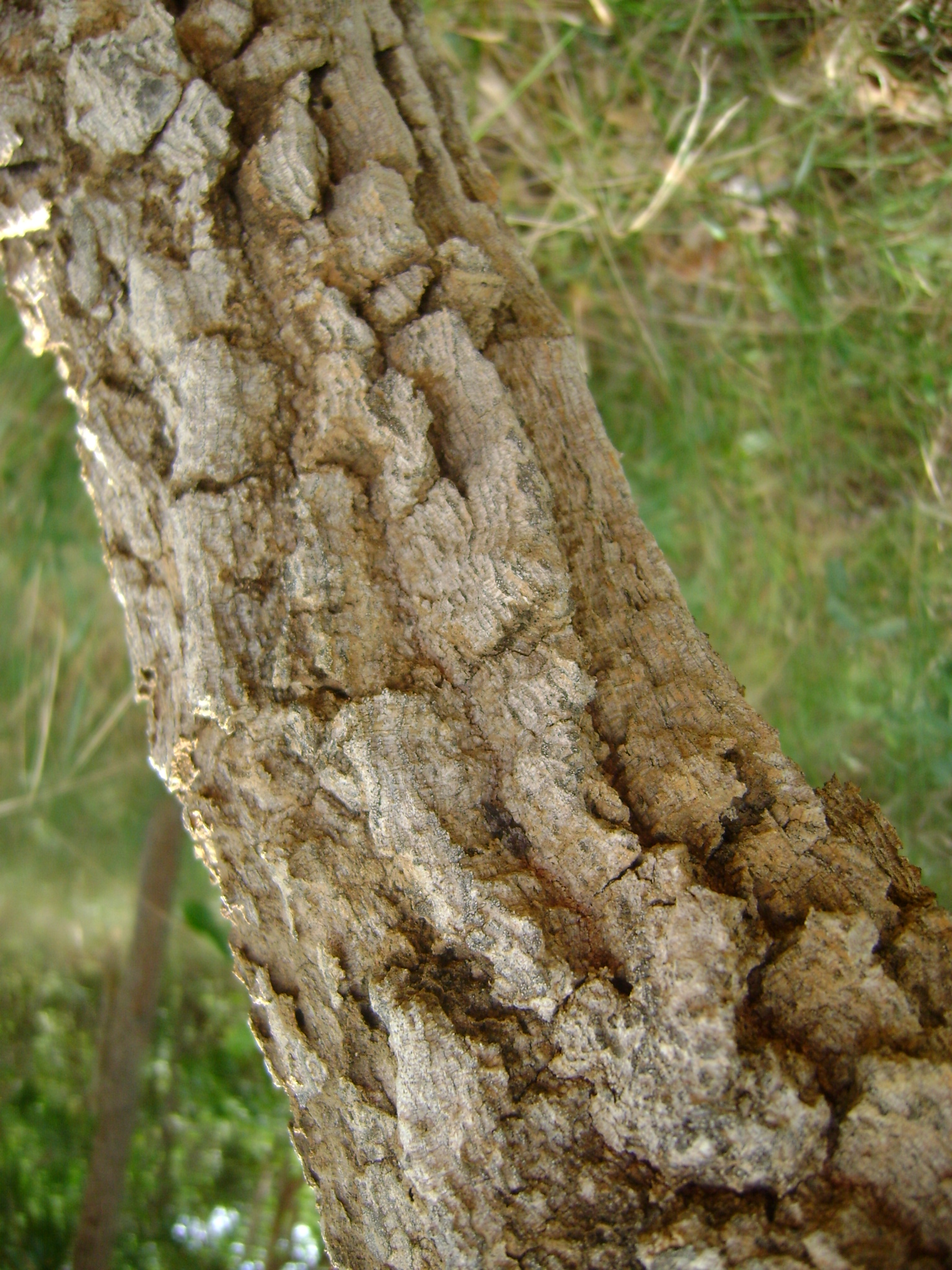
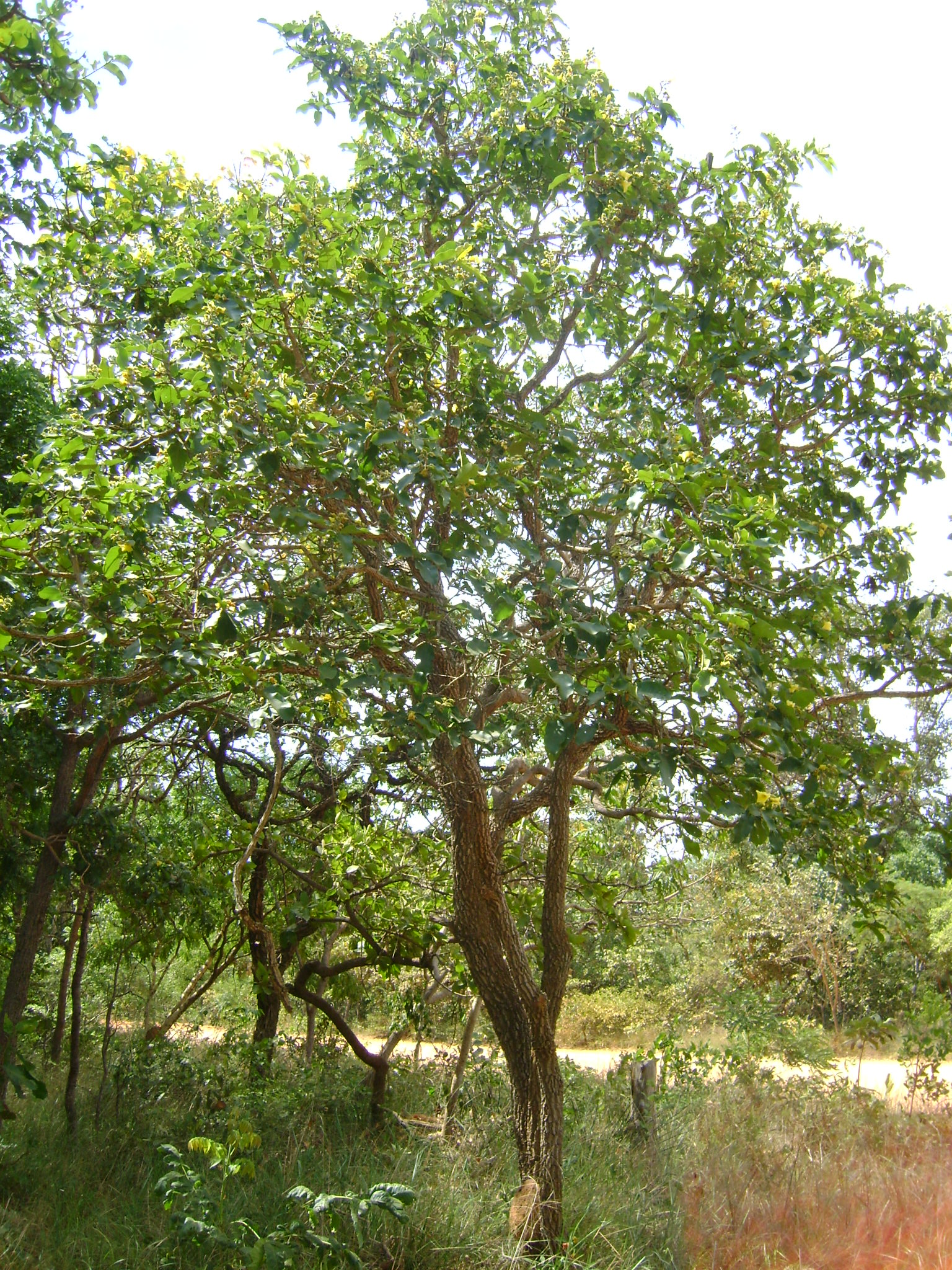
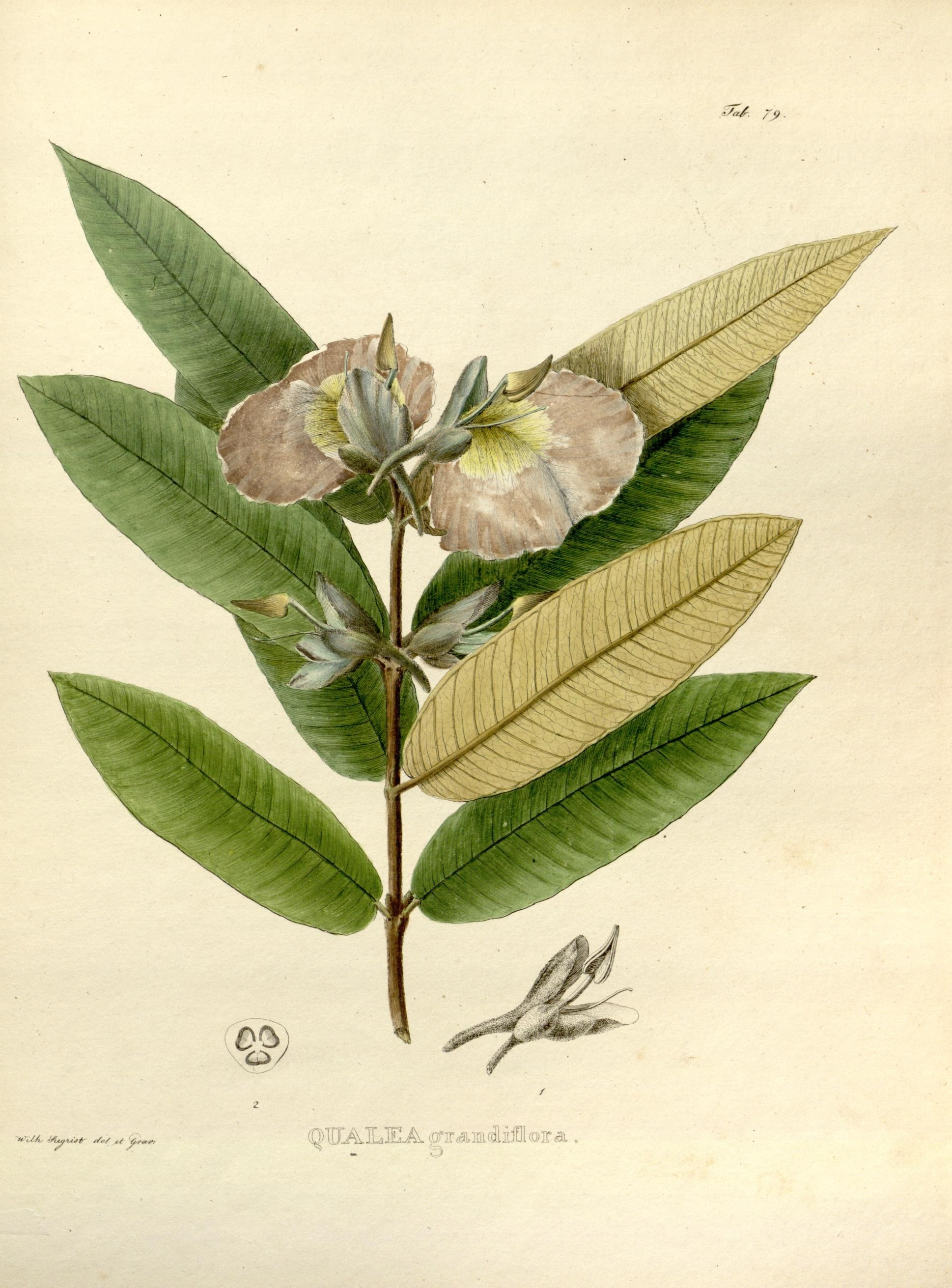
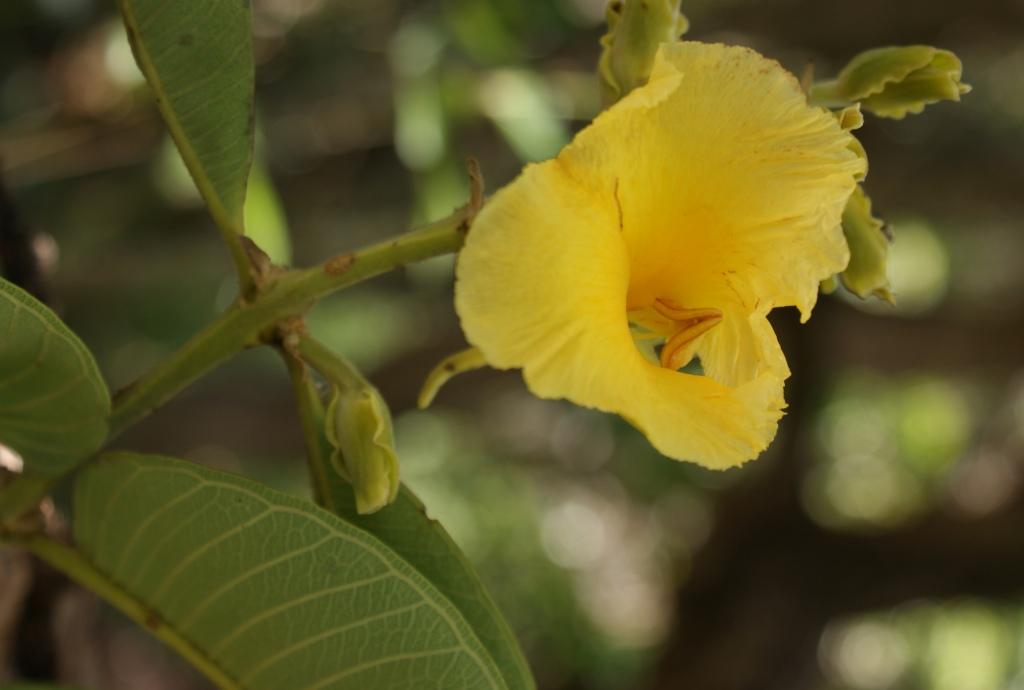